# İzmir Yüksek Teknoloji Enstitüsü

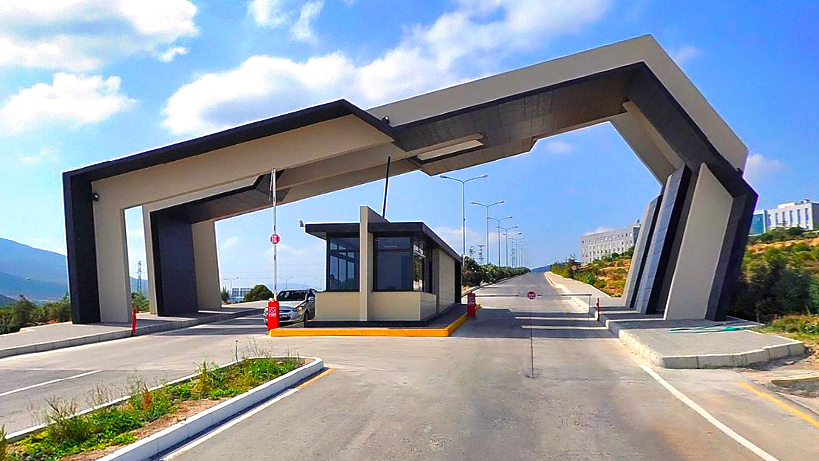
Eingangspforte

Das İzmir Yüksek Teknoloji Enstitüsü (IYTE) (deutsch: Institut für Technologie Izmir) ist eine Technische Universität in Urla, Izmir in der Türkei, gegründet 1992. İYTE legt großen Wert auf Naturwissenschaften und Ingenieurwissenschaften und ist das einzige Institut seiner Art in der Türkei mit besonderem Schwerpunkt auf wissenschaftlicher Forschung. Das İzmir Institute of Technology wird häufig unter den Top-Universitäten der Türkei genannt.
Unterrichtssprache ist Englisch.